# Makroewolucja
Makroewolucja – określenie charakteryzujące ewolucję na poziomie powyżej gatunku. W zależności od autora bywa różnie definiowana. Stephen Jay Gould określał ją jako „fenomenologię ewolucyjną obejmującą procesy od powstania gatunku wzwyż”. W zakres tak definiowanej makroewolucji wchodzi historia powstawania i wymierania wyższych taksonów. Termin bywa też węziej stosowany jako dotyczący ewolucji cech charakterystycznych dla wyższych taksonów i znacznych zmian fenotypowych. W każdym wypadku chodzi o zmiany kształtujące się przez długi czas, dobrze potwierdzane w badaniach paleontologicznych, genetycznych i ekologicznych nad żyjącymi organizmami.